# 1대 닥터
1대 닥터 (First Doctor, 첫 번째 닥터)는 영국 BBC의 텔레비전 SF 드라마 《닥터 후》의 주인공인 닥터의 생애 중 하나이다. 드라마 설정상 닥터는 갈리프레이 행성 출신의 외계 종족 타임로드로, 수명은 수천 년이며 타디스란 타임머신을 타고 동행자와 함께 시공간을 여행한다. 닥터는 죽음에 직면하면 재생성을 거치며, 닥터의 모습과 성격이 변화하게 된다.
1대 닥터는 배우 윌리엄 허트넬이 맡았으며, 재생성의 개념을 처음으로 도입한 닥터이기도 하다. 당시 윌리엄 허트넬이 건강 악화 문제로 드라마를 하차하면서 '부활' (renewal)이란 이름으로 재생성 설정이 도입되었는데, 이는 우연찮게도 드라마의 수명을 수십년 동안 넓히는 계기로 작용하게 되었다.
1대 닥터의 성격은 처음에는 인간을 믿지 않는 고집불통 늙은이로 그려졌으나, 시간이 흐르고서 많은 동행자들을 만나 여행하면서부터는 유순해지면서 할아버지 같은 인물로 묘사된다. 1대 닥터의 첫 동행자는 손녀 수전 포어맨 (캐롤 앤 포드 분)과 수전이 다니는 학교 선생님인 이언 체스터턴 (윌리엄 러셀 분), 바버라 라이트 (재클린 힐 분)이었다. 이후 에피소드에서는 25세기의 고아 비키 (모린 오브라이언 분), 우주 조종사 스티븐 타일러 (피터 퍼브스 분), 트로이의 하녀 카타리나 (애드리언 힐 분), 60년대의 히피 도도 채플렛 (재키 레인 분)과 함께 여행을 다닌다. 1대 닥터의 마지막을 함께 한 동행자는 선원 벤 (마이클 크레이즈 분), 고상하고 세련된 숙녀 폴리 (애너키 윌스 분)이다. 1대 닥터가 활약하는 에피소드는 총 134편이며, 그 중 44편은 소실 에피소드로 남아 있다.
윌리엄 하트넬은 드라마 10주년 에피소드인 〈The Three Doctors〉 (1973)에 다시 한번 출연하였으며, 배우의 사망 이후에도 여러 번 등장하였다. 1983년 20주년 특집인 〈The Five Doctor〉에서는 리처드 헌덜이, 2017년 "The Doctor Falls"와 크리스마스 특집 "Twice Upon a Time"에서는 데이비드 브래들리가 1대 닥터를 연기하였다. 데이비드 브래들리는 2022년 스페셜의 마지막 에피소드 "The Power of the Doctor"에서도 다시 한번 1대 닥터 역으로 출연하였다.